# 1908년 하계 올림픽 사이클 남자 5000m
1908년 하계 올림픽 사이클 남자 5000m (5000m)는 1908년 하계 올림픽 사이클의 세부종목으로 치러진 트랙 사이클 종목이다. 각 국가당 최대 12명의 선수를 출전시킬 수 있었으며, 9개국 42명의 선수가 참가하였다.

## 경기 방식
5000m 경주는 스프린트식 레이스였으며 오늘날의 종목과 비교하면 경주 길이가 다소 길었다. 제한시간은 9분 25초였으며 준결선과 결선의 2라운드로 진행되었다. 준결선 라운드는 경기당 9명의 선수가 참가한 총 7회의 경기로 구성되었으며, 제한시간을 초과하지 않고 1위를 차지한 선수 7명이 결선에 진출하였다.

## 경기 결과

### 준결선
준결선 1위를 기록한 선수 7명이 결선에 진출하였다.

#### 준결선 1차전
| 순위 | 선수                | 국가     | 기록   | 주 |
| ---- | ------------------- | -------- | ------ | -- |
| 1    | 요하네스 판 스펭언  | 네덜란드 | 8:39.8 | Q  |
| 2    | 대니얼 플린         | 영국     | 불명   |    |
| 3    | 굴리엘모 말라테스타 | 이탈리아 | 불명   |    |
| 4    | 피에르 세지노       | 프랑스   | 불명   |    |
| —    | 윌리엄 베일리       | 영국     | DNF    |    |

#### 준결선 2차전
에밀 드망젤 선수가 몇 인치 차이로 1위로 들어왔으나 경기 중 반칙으로 실격 처리되었다.
| 순위 | 선수            | 국가     | 기록   | 주 |
| ---- | --------------- | -------- | ------ | -- |
| 1    | 에밀 마르샬     | 프랑스   | 9:01.4 | Q  |
| 2    | 프레더릭 매카시 | 캐나다   | 불명   |    |
| 3    | 안토니 헤리츠   | 네덜란드 | 불명   |    |
| —    | 어니스트 페인   | 영국     | DNF    |    |
| —    | 에밀 드망젤     | 프랑스   | DSQ    |    |

#### 준결선 3차전
| 순위 | 선수                | 국가              | 기록   | 주 |
| ---- | ------------------- | ----------------- | ------ | -- |
| 1    | 앙드레 오프레이     | 프랑스            | 8:56.8 | Q  |
| 2    | 헤르만 마르텐스     | 독일              | 불명   |    |
| 3    | 필리퍼스 프레이링크 | 남아프리카 공화국 | 불명   |    |
| 4    | 브루노 괴츠         | 독일              | 불명   |    |
| 5    | 윌리엄 모턴         | 캐나다            | 불명   |    |

#### 준결선 4차전
| 순위 | 선수                          | 국가              | 기록   | 주 |
| ---- | ----------------------------- | ----------------- | ------ | -- |
| 1    | 헤라르트 보스 판 드라켄스테인 | 네덜란드          | 8:42.8 | Q  |
| 2    | W. F. 매기                    | 영국              | 불명   |    |
| 3    | 피에르 테지에르               | 프랑스            | 불명   |    |
| 4    | 토머스 패스모어               | 남아프리카 공화국 | 불명   |    |
| —    | 앙드레 풀랭                   | 프랑스            | DNF    |    |

#### 준결선 5차전
| 순위 | 선수              | 국가              | 기록   | 주 |
| ---- | ----------------- | ----------------- | ------ | -- |
| 1    | 벤자민 존스       | 영국              | 9:08.8 | Q  |
| 2    | 카를 노이머       | 독일              | 불명   |    |
| 3    | 체사레 찬초테라   | 이탈리아          | 불명   |    |
| 4-9  | 헤오르히위스 다먼 | 네덜란드          | 불명   |    |
| 4-9  | 가스통 들라플란   | 프랑스            | 불명   |    |
| 4-9  | 맥스 괴츠         | 독일              | 불명   |    |
| 4-9  | 조 레이버리       | 영국              | 불명   |    |
| 4-9  | 프랭크 쇼어       | 남아프리카 공화국 | 불명   |    |
| 4-9  | 리샤르 빌퐁투     | 프랑스            | 불명   |    |

#### 준결선 6차전
| 순위 | 선수              | 국가     | 기록   | 주 |
| ---- | ----------------- | -------- | ------ | -- |
| 1    | 클래런스 킹스베리 | 영국     | 8:53.0 | Q  |
| 2    | 굴리엘모 모리세티 | 이탈리아 | 불명   |    |
| 3    | 도뤼스 네일란트   | 네덜란드 | 불명   |    |
| 4    | 가스통 드레퓌스   | 프랑스   | 불명   |    |
| 5-6  | 월터 앤드류스     | 캐나다   | 불명   |    |
| 5-6  | 앨버트 칼베트     | 영국     | 불명   |    |

#### 준결선 7차전
| 순위 | 선수            | 국가              | 기록   | 주 |
| ---- | --------------- | ----------------- | ------ | -- |
| 1    | 모리스 시유     | 프랑스            | 7:55.4 | Q  |
| 2    | 찰리 클라크     | 영국              | 불명   |    |
| 3    | 윌리엄 앤더슨   | 캐나다            | 불명   |    |
| 4-7  | 기욤 코에켈베르 | 벨기에            | 불명   |    |
| 4-7  | 루돌프 카처     | 독일              | 불명   |    |
| 4-7  | 조르주 페랭     | 프랑스            | 불명   |    |
| 4-7  | 플로리스 벤터   | 남아프리카 공화국 | 불명   |    |

### 결선
| 순위 | 선수                          | 국가     | 기록   |
| ---- | ----------------------------- | -------- | ------ |
| 1    | 벤자민 존스                   | 영국     | 8:36.2 |
| 2    | 모리스 시유                   | 프랑스   | 불명   |
| 3    | 앙드레 오프레이               | 프랑스   | 불명   |
| 4    | 에밀 마르샬                   | 프랑스   | 불명   |
| 5    | 클래런스 킹스베리             | 영국     | 불명   |
| 6    | 요하네스 판 스펭언            | 네덜란드 | 불명   |
| 7    | 헤라르트 보스 판 드라켄스테인 | 네덜란드 | 불명   |